# Bureå kyrka
Bureå kyrka är en kyrkobyggnad vid Bureälven i Bureå. Den är församlingskyrka i Bureå församling i Luleå stift. Kyrkan stod klar 1920.

## Kyrkobyggnaden
Kyrkan, som är uppförd av rött tegel, är en treskeppig hallkyrka i nationalromantisk stil med polygonalt kor i söder och torn med ingång i norr. Det 56 meter höga tornet har en lökkupol med spira. Taket är klätt med lertegel. Kyrkan omges av en bogårdsmur i gråsten med välvd stiglucka. Arkitekt var Fredrik Falkenberg.
Kyrkorummets vitputsade tegelväggar är rikt utsmyckade och marmorerade. Kyrkorummet har fasta träbänkar i fyra rader och ett stjärnvalv pryder koret. Väggmålningarna är utförda av Yngve Lundström och altartavlan av konstnären David Wallin, 1919. Altarskåpsmålning av kyrkomålaren och konstnären Torsten Nordberg  tillkom 1953 och triumfkrucifixet av David Wretling tillkom 1957. Altarskåpet, från kyrkans byggnadstid (1918-1920) med David Wallins altartavla med motivet "Jesus välsignar barnen" (1919-20), fungerar så att när altarskåpets dörrar är stängda har den en målning på dess utsidor med en altarskåpsmålning av Torsten Nordberg från 1953. Orgeln är byggd 1967 av Firma Olof Hammarberg, Göteborg.
|  |  |  |
|  |  |  |

|  |  |  |
|  |  |  |

|  |  |  |
|  |  |  |

De tolv kyrkfönstren har motiv med de tolv apostlarnas attribut.